# Échenevex
Échenevex [eʃnəvɛ] ist eine französische Gemeinde mit 2227 Einwohnern (Stand 1. Januar 2022) im Département Ain in der Region Auvergne-Rhône-Alpes. Sie gehört zum Kanton Thoiry im Arrondissement Gex und ist Mitglied im Gemeindeverband Pays de Gex Agglo.

## Geographie
Échenevex liegt auf 590 m, drei Kilometer südwestlich von Gex und etwa 15 Kilometer nordwestlich der Stadt Genf (Luftlinie). Das ehemalige Bauerndorf erstreckt sich im Pays de Gex an aussichtsreicher erhöhter Lage am Fuß des Juras unterhalb des Colomby de Gex, am nördlichen Rand des Genfer Beckens.

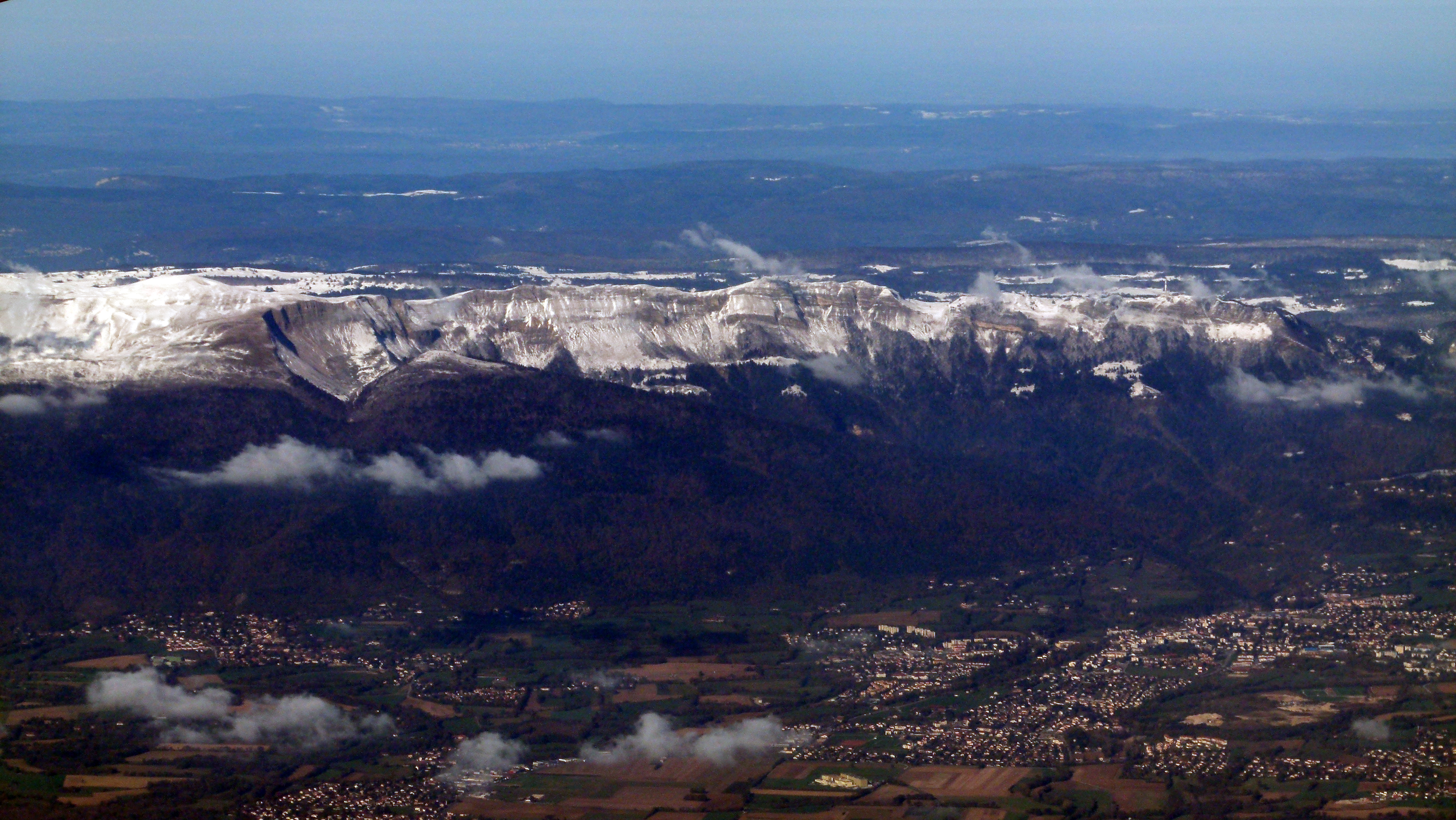
Échenevex unterhalb des Colomby de Gex (links)

Die Fläche des 16,44 km² großen Gemeindegebiets umfasst einen Abschnitt des Pays de Gex. Das Gebiet zerfällt in zwei naturräumlich sehr unterschiedliche Teile. Der südöstliche Teil wird von der fruchtbaren Ebene am Jurafuß eingenommen und reicht bis an den Bachlauf des Journans (im Einzugsgebiet des Allondon). Von der Ebene steigt der Hang sanft zum Plateau von Échenevex an (durchschnittlich 600 m). Entwässert wird dieses Plateau durch die Varfeuille zum Journans. Die westliche Begrenzung bildet der Taleinschnitt des Allondon, der mit einer Karstquelle am Jurafuß entspringt.
Nach Westen erstreckt sich das Gemeindeareal über den steilen, dicht bewaldeten Hang bis auf den breiten Kamm der vordersten Jurakette. Dieser Kamm gliedert sich in die beiden Hauptgipfel des Colomby de Gex (mit 1680 und 1688 m die höchsten Gipfel des Juras) und den östlich vorgelagerten Montchanais (1446 m). Oberhalb von rund 1400 m befinden sich ausgedehnte Bergweiden. Auch die westlich des Hauptkamms gelegenen Weiden gehören zu Échenevex, die westliche Grenze verläuft entlang dem Steilabfall zum Tal der Valserine. Das Gemeindegebiet ist Teil des Regionalen Naturparks Haut-Jura (frz.: Parc naturel régional du Haut-Jura).
Zu Échenevex gehören neben dem ursprünglichen Ort auch verschiedene Weiler und Neubausiedlungen, nämlich:
- Chenaz (501 m) in der Ebene westlich des Journans
- Mury (555 m) auf dem Plateau von Échenevex
- La Pierre (614 m) am Jurafuß oberhalb des Dorfes
- Naz-Dessus (609 m) am Jurafuß nahe der Quelle des Allondon

Nachbargemeinden von Échenevex sind Gex im Norden, Cessy und Ségny im Osten, Chevry und Crozet im Süden sowie Mijoux im Westen.

## Geschichte

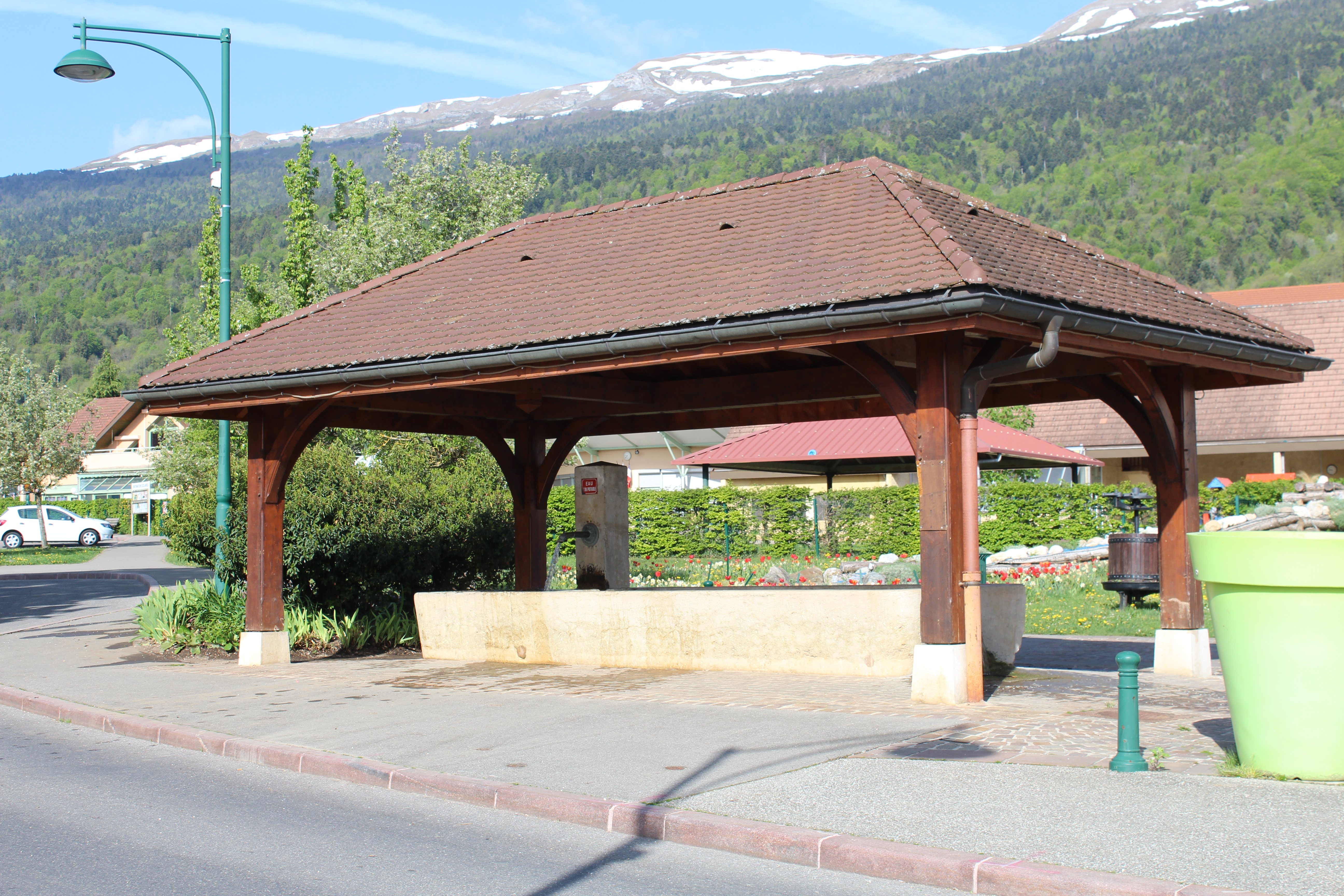
Eines der vier Lavoirs in Échenevex

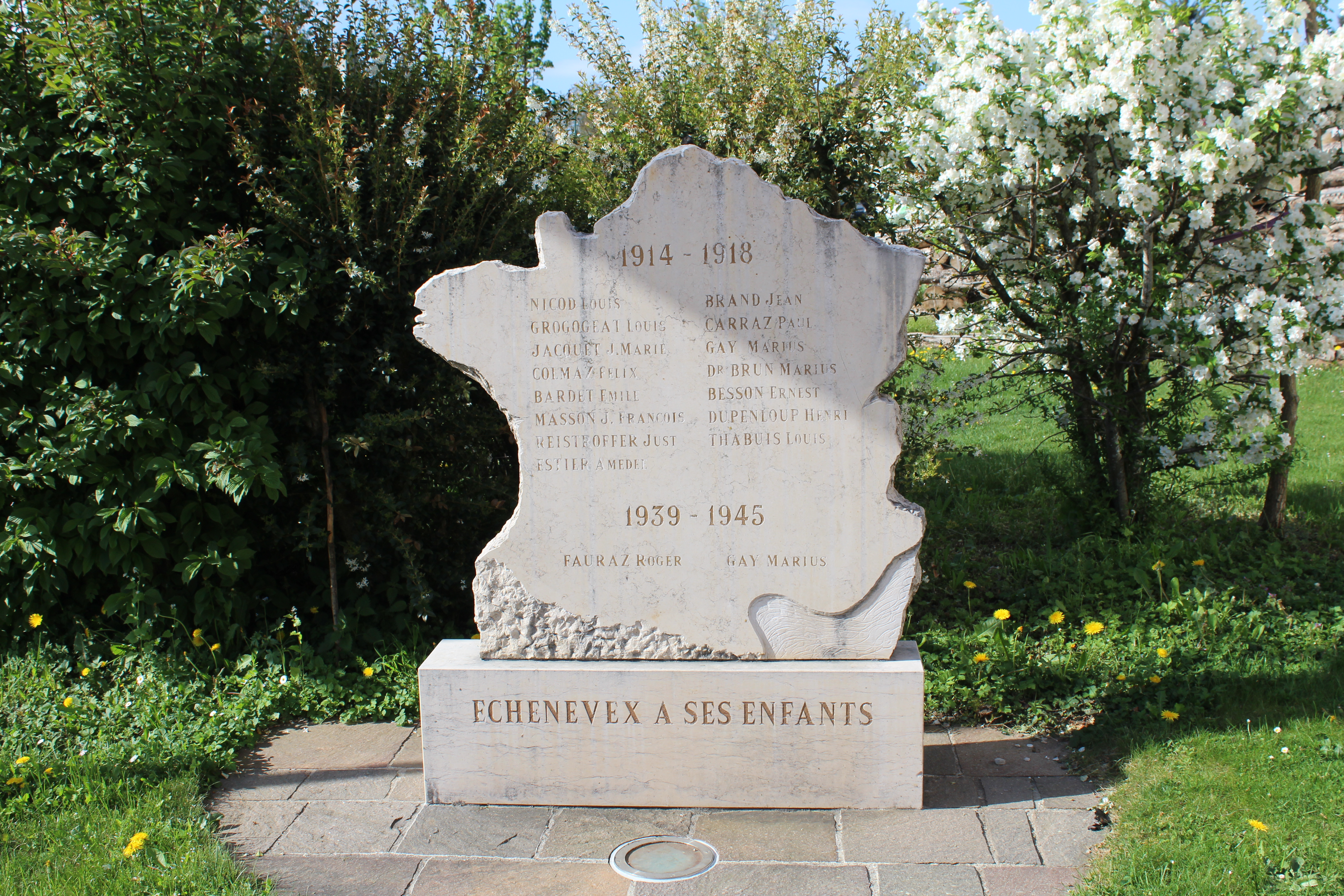
Gefallenendenkmal

Erstmals urkundlich erwähnt wurde Échenevex im Jahr 1390 unter dem Namen Eschenevay. Im Lauf der Zeit wandelte sich die Schreibweise über Exchenevay, Eychenevay (1497), Exchenevex (1528), Echenevai (1730) und Eschenevex (1744) zum heutigen Namen. Der Ortsname setzt sich aus den Bestandteilen ex (aus) und chenevay zusammen, ein altfranzösischer Ausdruck für die Hanfpflanze (lateinisch cannabis).
Seit dem Mittelalter gehörte Échenevex den Herren von Gex. Zusammen mit dieser Herrschaft kam das Dorf im 14. Jahrhundert unter die Oberhoheit der Grafen von Savoyen. Danach teilte Échenevex die wechselvolle Geschichte des Pays de Gex, mit dem es nach Abschluss des Vertrages von Lyon 1601 endgültig unter (wenig glaubhafter) Garantie des während der Berner Herrschaft angenommenen reformierten Glaubens an Frankreich gelangte. Die Ortschaft gehörte stets zur Pfarrei Cessy und besitzt deshalb keine eigene Kirche. Erst 1833 wurde Échenevex politisch von Cessy abgetrennt und zur selbständigen Gemeinde erhoben.

## Bevölkerung
| Jahr                       | 1962 | 1968 | 1975 | 1982 | 1990 | 1999 | 2006 | 2013 | 2021 |
| Einwohner                  | 267  | 282  | 371  | 643  | 997  | 1197 | 1462 | 1904 | 2127 |
| Quellen: Cassini und INSEE |      |      |      |      |      |      |      |      |      |

Mit 2227 Einwohnern (Stand 1. Januar 2022) gehört Échenevex zu den kleineren Gemeinden des Départements Ain. Seit Mitte der 1960er Jahre wurde ein markantes Bevölkerungswachstum verzeichnet. Besonders starke Wachstumsraten wurden während der 1970er und 1980er Jahre registriert. In dieser Zeit hat sich die Einwohnerzahl mehr als verdreifacht. Außerhalb des alten Ortskerns wurden zahlreiche neue Einfamilienhäuser gebaut. Die Ortsbewohner von Échenevex heißen auf Französisch Chenevessien(ne)s.

## Wirtschaft und Infrastruktur
Échenevex war bis weit ins 20. Jahrhundert hinein ein vorwiegend durch die Landwirtschaft geprägtes Dorf. Heute gibt es einige Betriebe des lokalen Kleingewerbes. Mittlerweile hat sich das Dorf zu einer Wohngemeinde gewandelt. Zahlreiche Erwerbstätige sind Wegpendler, die in den größeren Ortschaften des Pays de Gex oder als Grenzgänger in der Agglomeration Genf arbeiten. Südlich von Échenevex befindet sich ein Golfplatz (Golf de Maison Blanche).
Die Ortschaft ist verkehrsmäßig gut erschlossen. Sie liegt oberhalb der Departementsstraße D984c, die von Saint-Genis-Pouilly nach Gex führt. Weitere Straßenverbindungen bestehen mit Crozet, Cessy und Segny. Der nächste Anschluss an die schweizerische Autobahn A1 befindet sich in einer Entfernung von rund zwölf Kilometern. Die einstige Bahnlinie, die von Bellegarde-sur-Valserine nach Divonne-les-Bains führte und auch Échenevex bediente, wurde stillgelegt. An ihrer Stelle verkehrt heute eine Buslinie.
In Échenevex befindet sich eine staatliche école primaire (Grundschule mit eingegliederter Vorschule).